# Tiergarten Delitzsch
Koordinaten: 51° 31′ 40,2″ N, 12° 19′ 3″ O
Der Tiergarten Delitzsch ist ein kleinerer Zoo in der nordsächsischen Stadt Delitzsch. Auf einer Fläche von etwa vier Hektar leben rund 600 Tiere in 120 verschiedenen Arten. Die Anlage in der Loberaue, nordwestlich des Stadtparks, besteht seit 1968.

## Lage
Der Tiergarten befindet sich am Rosental, nordwestlich der Altstadt von Delitzsch. Das flache, zum Teil waldartige Gelände des Tiergartens nimmt eine Fläche von vier Hektar ein und grenzt im Osten an den Stadtpark, nördlich verläuft der Bachlauf des Lobers. Westlich befindet sich der Ortsteil Kertitz, von dem der Tiergarten durch die Bundesstraße 184 getrennt ist.

## Geschichte
Die Idee für den Bau eines Tiergartens entstand durch das Hobby des Genossenschaftsbauers und ersten Direktors Franz Kirsch. Dieser hielt bereits seit 1960 auf dem Gelände einer alten Sandgrube in Klitzschmar über 22 verschiedene Enten- und Gänsearten. Diese Attraktion war damals bei den Delitzscher Bürgern sehr beliebt, so dass am 1. Mai 1967 der erste Spatenstich auf dem heutigen Areal erfolgte. Aufgrund des moorigen Wiesengeländes wurden mehrere Tausend Kubikmeter Schwemmsand planiert, um einen stabilen Untergrund zu schaffen.
Bei seiner Eröffnung am 11. Juni 1968 beherbergte der Tiergarten 35 Vogel- und zehn Säugetierarten. Im Jahr 1990 übernahm der frühere Direktor des Dresdener Zoos Hans-Dieter Hohmann die Leitung. Im Jahr 1993 gründete sich der Förderverein Tiergarten Delitzsch e. V., der zur finanziellen Unterstützung bei der artgerechten Gestaltung der Tieranlagen und zur Bildungsarbeit beiträgt. Im Zentrum des Tiergartens entstand 2004 eine Zooschule für Ausstellungen und Vorträge. 2005 erfolgte der Bau einer Freilichtbühne. Die auf 1200 m² vergrößerte Braunbärenanlage konnte im September 2012 eröffnet werden. Nach dem Tod des letzten verbliebenen Grizzlybären 2018 wurde die Anlage nicht wieder besetzt. Sie wird seit 2019 umgebaut und soll ab 2020 Geparde beherbergen. Nach einem erneuten Umbau wird die Anlage seit November 2023 von Servalen genutzt.

## Tierbestand
Der Tierbestand umfasst unter anderem Anubispaviane, Zwergflamingos, Gehaubte Kapuziner, Bennett-Kängurus, Kronenkraniche und Trampeltiere. Mit der Teilnahme am Erhaltungszuchtprojekt für den bedrohten Europäischen Nerz beteiligt sich der Tiergarten am Artenschutz. Naturnah gestaltete Freianlagen sind nur durch niedrige Barrieren aus Baumstümpfen, Wurzeln und Findlingen von den Besuchern getrennt. An der Afrika-Anlage mit Elenantilopen und Zebras erleichtert eine etwa vier Meter hohe Aussichtsplattform das Betrachten der Tiere. Weiterhin bestehen ein Streichelgehege, ein Streichelteich mit Fischen, ein Fütterungsautomat für Paviane, ein Meerschweinchendorf und eine begehbare Voliere mit Wellensittichen und Zebrafinken.

## Bekannte Tiere
Im Februar 2011 erlangte der im Tiergarten Delitzsch lebende, älteste Jaguarundi-Kater Europas, Frank (damals 14 Jahre alt), aufgrund der Fehlstellung seiner Augen national und international mediales Interesse. Er wurde am 12. August 1996 im Zoo Dortmund geboren und 2008 nach Delitzsch gebracht. Am 6. Mai 2011 musste er aufgrund von Krebsleiden eingeschläfert werden.

Eindrücke vom Tiergarten
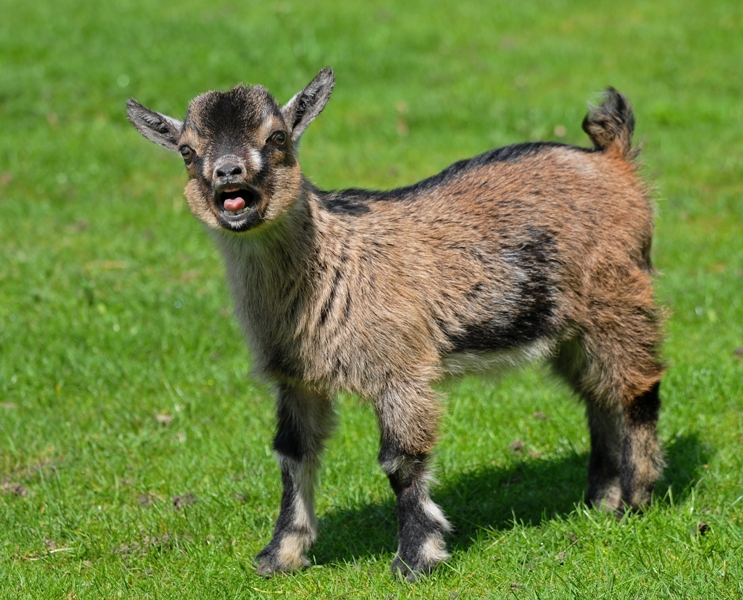
Ziegenbock Gustav
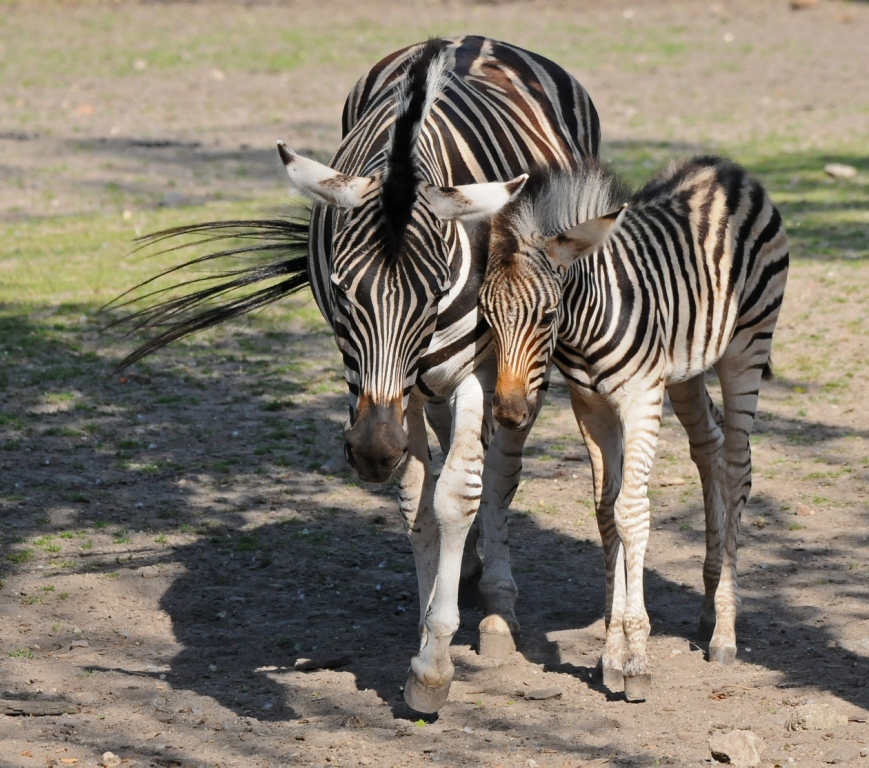
Chapman-Zebras
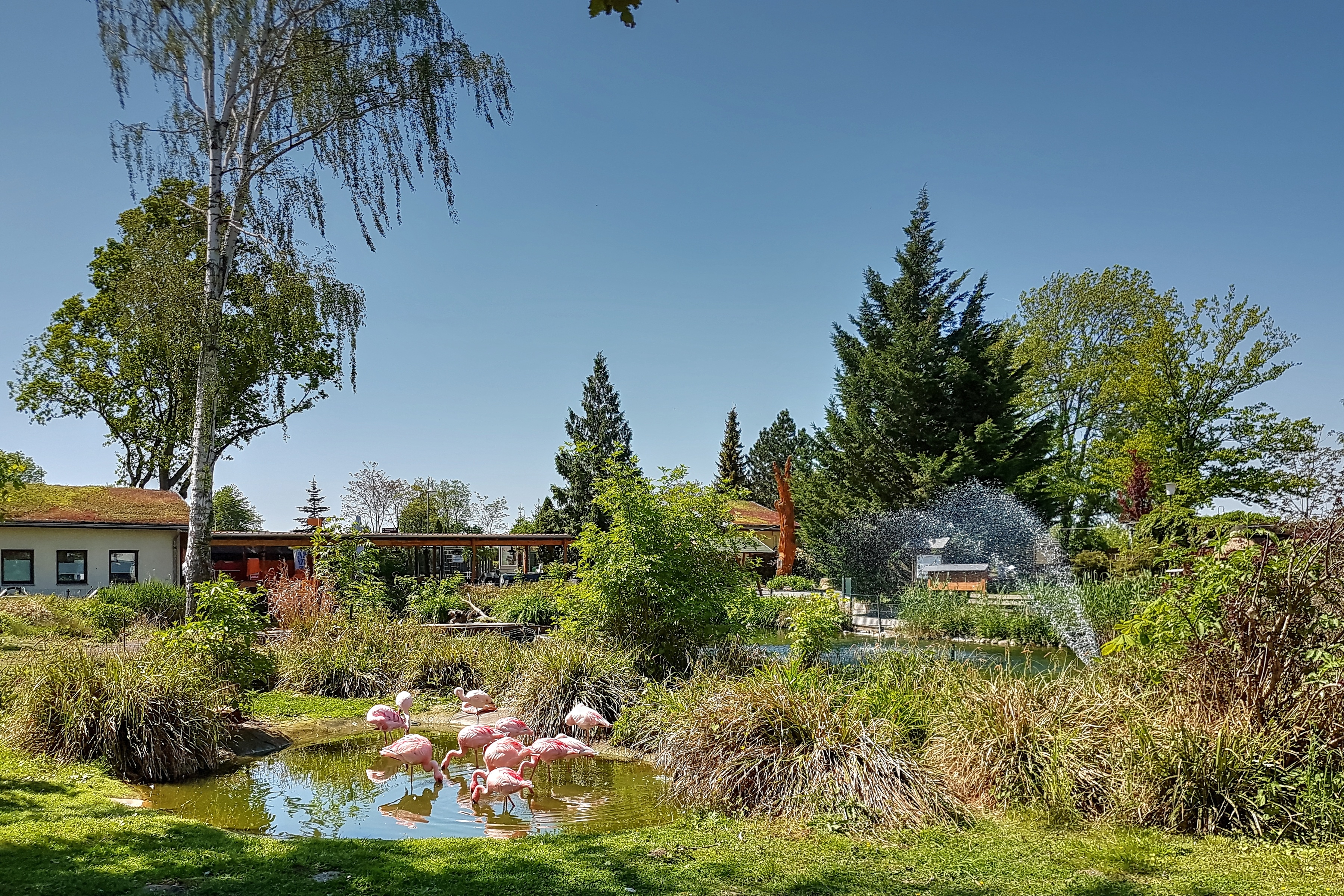
Zwergflamingos
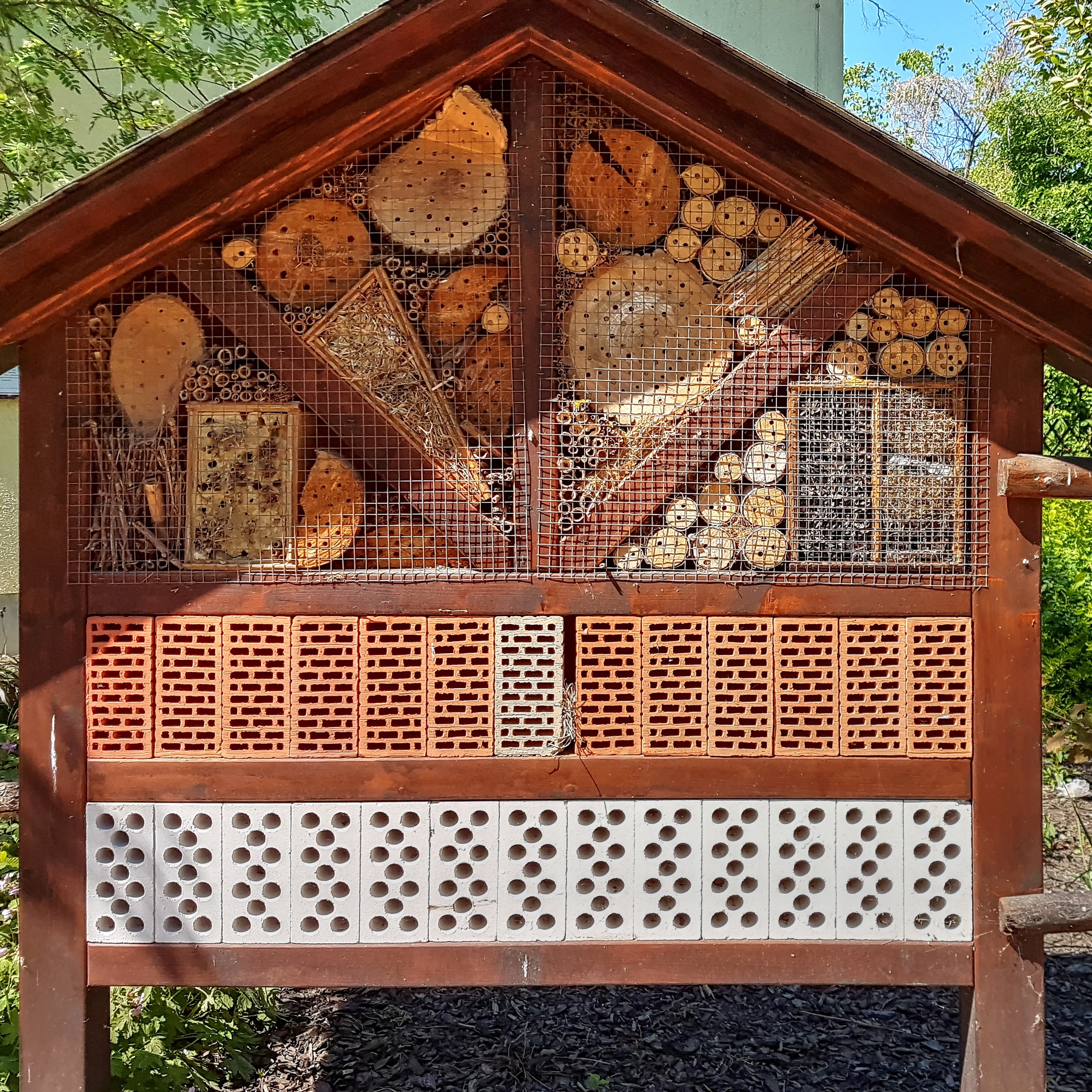
Insektenhotel
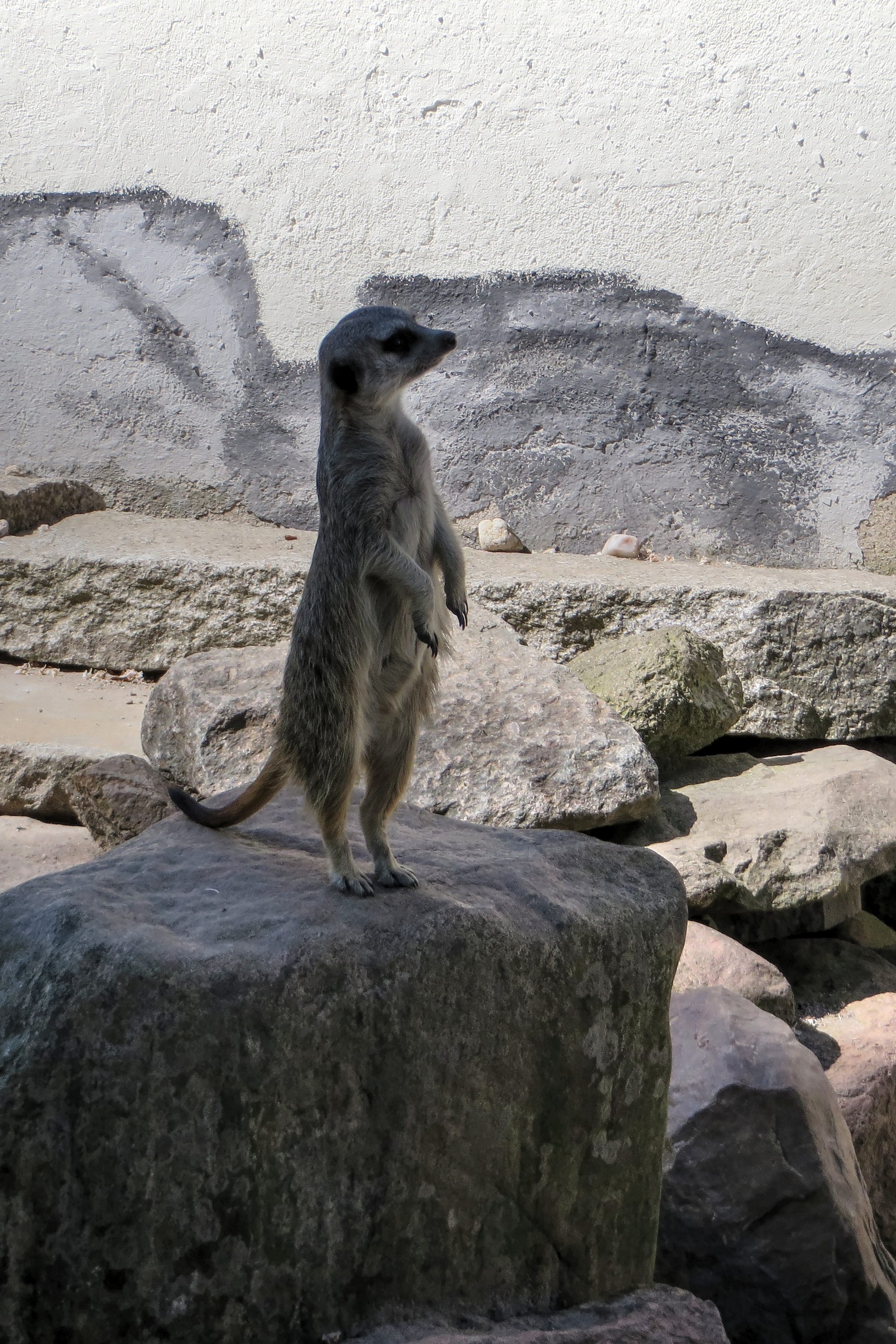
Erdmännchen

## Direktoren
| Jahre         | Name                |
| ------------- | ------------------- |
| 1968 bis 1990 | Franz Kirsch        |
| 1990 bis 2007 | Hans-Dieter Hohmann |
| 2007 bis 2013 | Katrin Ernst        |
| 2013 bis 2019 | Julia Gottschlich   |
| 2020 bis 2022 | Elisabeth Wiegand   |
| seit 2023     | Brita Peisner       |